# إدوارد جونسون (لاعب كرة قدم)
إدوارد جونسون (بالإنجليزية: Edward Johnson)‏ هو لاعب كرة قدم بريطاني (وحمل سابقاً جنسية المملكة المتحدة لبريطانيا العظمى وأيرلندا) في مركز الهجوم، ولد في مارس 1860 في ستوك أون ترينت في المملكة المتحدة، وتوفي في 30 يونيو 1901. شارك مع منتخب إنجلترا لكرة القدم. أما مع النوادي، فقد لعب مع ستوك سيتي.

## وصلات خارجية
- إدوارد جونسون على موقع قاعدة بيانات كرة القدم.إي يو (الإنجليزية)
- إدوارد جونسون على موقع ناشيونال فوتبول تيمز (الإنجليزية)
- إدوارد جونسون على موقع عالم كرة القدم.نت (الإنجليزية)